# بن فراست
بن فراست (انگلیسی: Ben Frost؛ زادهٔ ۱۹۸۰) موسیقی‌دان، آهنگساز، تهیه‌کننده موسیقی، طراح صدا و کارگردان نمایش اهل استرالیا است.
از فیلم‌هایی که وی در آن‌ها نقش داشته است، می‌توان به عمیق و سال‌های خیلی تاریک و همچنین بازی ویدئویی رینبو سیکس: سیج اشاره نمود.